# クウェート航空

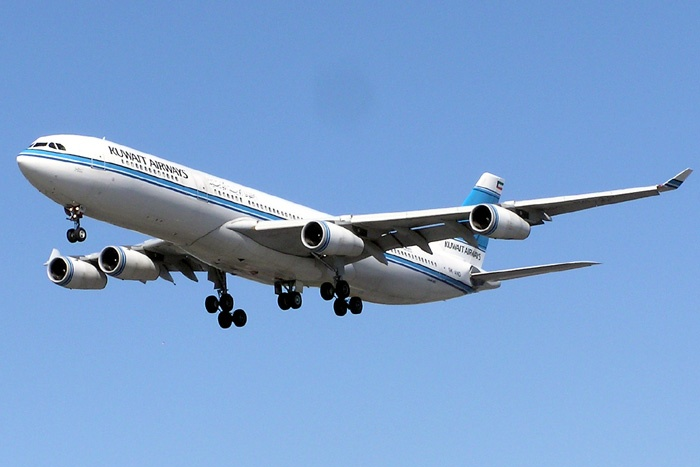
エアバスA340型機（退役済）

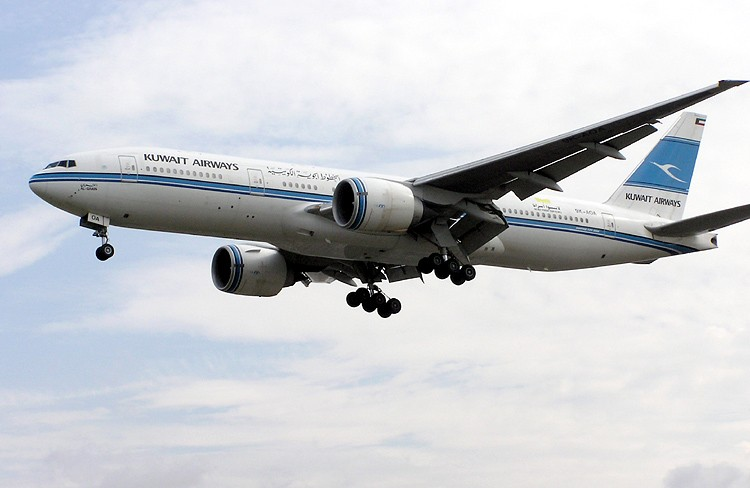
ボーイング777-200ER（退役済）

クウェート航空（クウェートこうくう、الخطوط الجوية الكويتية; al-khuṭūṭ al-jawwīya al-kuwaytīya, 英語: Kuwait Airways）は、クウェートの航空会社である。アラブ航空会社機構の一員。

## 歴史
- 1953年にクウェート・ナショナル・エアウェイズとして設立された。当初は政府が50％の株式を保有していた[1]。
- 1954年3月16日、ダグラスC-47型機で運航を開始[2]。英国海外航空の子会社と提携を開始。
- 1955年7月、現在の社名「クウェート航空」に社名を変更[3]。
- 1962年、クウェート政府が出資率を50%から100%に引き上げ、国有化された。
- 1962年8月8日、ホーカー・シドレー トライデントを2機導入した。この機種をイギリス以外の外国で導入したのは初めて。同時期に、初のジェット機としてデ・ハビランド DH.106 コメットを、また、BAC 1-11を発注したが、BAC1-11は後に財政難を理由にキャンセルした。
- 1964年3月、初のヨーロッパ路線として、デ・ハビランド DH.106 コメットでロンドンに就航。
- 1964年4月、トランスアラビア航空を買収[4]。
- 1967年11月、ボーイング707-320Cを3機導入[5]。
- 1968年、初の黒字化を達成。
- 1975年、ボーイング737を発注。1979年にはボーイング727を発注した[6]。
- 1983年、エアバスA310の導入を開始し、ボーイング707を置き換えた[7]。
- 1990年のイラクによるクウェート侵攻で保有機をイラク軍に移管することとなり、イラク航空に編入された。
- 1991年の湾岸戦争で、ボーイング767、エアバスA300が2機ずつ、計4機が破壊され、使用不能となった。
- 1992年、インドの航空市場が規制緩和されたことを受けて、ジェットエアウェイズの設立に参加。
- 1998年12月、トランスワールド航空とコードシェア提携を開始を発表。
- 2013年11月、1990年から中止していたイラクへの就航を再開。
- 2016年12月のボーイング777-300ERを導入を機にブランドイメージを一新した。

## 機内サービス
ファーストクラス（エアバスA320には設定なし）、ビジネスクラス、エコノミークラスの3クラス制。アルコール飲料は提供されない。

## 就航路線
2023年2月現在
| 国                       | 都市                         | 空港                                                     | 備考                                 |
| 西アジア（中東）         | 西アジア（中東）             | 西アジア（中東）                                         | 西アジア（中東）                     |
| ------------------------ | ---------------------------- | -------------------------------------------------------- | ------------------------------------ |
| アラブ首長国連邦         | アブダビ                     | アブダビ国際空港                                         |                                      |
| アラブ首長国連邦         | ドバイ                       | ドバイ国際空港                                           |                                      |
| イラン                   | マシュハド                   | マシュハド国際空港                                       |                                      |
| イラン                   | テヘラン                     | エマーム・ホメイニー国際空港                             |                                      |
| カタール                 | ドーハ                       | ハマド国際空港                                           |                                      |
| クウェート               | クウェート                   | クウェート国際空港                                       | ハブ空港                             |
| レバノン                 | ベイルート                   | ベイルート国際空港                                       |                                      |
| オマーン                 | マスカット                   | マスカット国際空港                                       |                                      |
| サウジアラビア           | ダンマーム                   | キング・ファハド国際空港                                 |                                      |
| サウジアラビア           | ジッダ                       | キング・アブドゥルアズィーズ国際空港                     |                                      |
| サウジアラビア           | マディーナ                   | プリンス・モハンマド・ビン・アブドゥルアズィーズ国際空港 |                                      |
| サウジアラビア           | リヤド                       | キング・ハーリド国際空港                                 |                                      |
| サウジアラビア           | ターイフ                     | ターイフ地域空港                                         |                                      |
| バーレーン               | マナーマ                     | バーレーン国際空港                                       |                                      |
| ヨルダン                 | アンマン                     | クィーンアリア国際空港                                   |                                      |
| 東南アジア               |                              |                                                          |                                      |
| バングラデシュ           | ダッカ                       | シャージャラル国際空港                                   |                                      |
| フィリピン               | マニラ                       | ニノイ・アキノ国際空港                                   |                                      |
| タイ                     | バンコク                     | スワンナプーム国際空港                                   |                                      |
| 南アジア                 |                              |                                                          |                                      |
| インド                   | アフマダーバード             | アフマダーバード空港                                     |                                      |
| インド                   | バンガロール                 | ケンペゴウダ国際空港                                     |                                      |
| インド                   | チェンナイ                   | チェンナイ国際空港                                       |                                      |
| インド                   | デリー                       | インディラ・ガンディー国際空港                           |                                      |
| インド                   | コーチ                       | コーチン国際空港                                         |                                      |
| インド                   | ムンバイ                     | チャットラパティー・シヴァージー国際空港                 |                                      |
| インド                   | ティルヴァナンタプラム       | トリヴァンドラム国際空港                                 |                                      |
| スリランカ               | コロンボ                     | バンダラナイケ国際空港                                   |                                      |
| パキスタン               | イスラマバード               | イスラマバード国際空港                                   |                                      |
| パキスタン               | ラホール                     | アッラーマ・イクバール国際空港                           |                                      |
| 東アジア                 |                              |                                                          |                                      |
| 中国                     | 広州                         | 白雲国際空港                                             |                                      |
| アフリカ                 |                              |                                                          |                                      |
| エジプト                 | カイロ                       | カイロ国際空港                                           |                                      |
| エジプト                 | ソハーグ                     | ソハーグ国際空港                                         |                                      |
| エジプト                 | シャルム・エル・シェイク     | シャルム・エル・シェイク国際空港                         | 季節運航                             |
| ヨーロッパ               |                              |                                                          |                                      |
| オーストリア             | ウィーン                     | ウィーン国際空港                                         | 季節運航                             |
| イギリス                 | ロンドン                     | ロンドン・ヒースロー空港                                 |                                      |
| イタリア                 | ミラノ                       | ミラノ・マルペンサ国際空港                               |                                      |
| イタリア                 | ローマ                       | レオナルド・ダ・ヴィンチ国際空港                         |                                      |
| ジョージア               | トビリシ                     | トビリシ国際空港                                         | 季節運航                             |
| スイス                   | ジュネーヴ                   | ジュネーヴ空港                                           |                                      |
| スペイン                 | マラガ                       | マラガ＝コスタ・デル・ソル空港                           | 季節運航                             |
| ドイツ                   | フランクフルト・アム・マイン | フランクフルト空港                                       |                                      |
| ドイツ                   | ミュンヘン                   | ミュンヘン国際空港                                       |                                      |
| ブルガリア               | ヴァルナ                     | ヴァルナ空港                                             |                                      |
| キプロス                 | ラルナカ                     | ラルナカ国際空港                                         | 2019年6月3日より再開                 |
| フランス                 | パリ                         | シャルル・ド・ゴール国際空港                             |                                      |
| フランス                 | ニース                       | コート・ダジュール空港                                   | 2019年6月3日より再開                 |
| トルコ                   | イスタンブール               | イスタンブール新空港                                     |                                      |
| トルコ                   | トラブゾン                   | トラブゾン空港                                           | 季節運航                             |
| 北アメリカ               |                              |                                                          |                                      |
| アメリカ合衆国           | ニューヨーク                 | ジョン・F・ケネディ国際空港                              |                                      |
| 休・廃止路線             |                              |                                                          |                                      |
| アラブ首長国連邦         | ラアス・アル＝ハイマ         | ラアス・アル＝ハイマ国際空港                             |                                      |
| アラブ首長国連邦         | シャールジャ市               | シャールジャ国際空港                                     |                                      |
| バングラデシュ           | チッタゴン                   | シャーアマーナト国際空港                                 |                                      |
| イエメン                 | アデン                       | アデン・アッデ国際空港                                   |                                      |
| イエメン                 | サナア                       | サヌア国際空港                                           |                                      |
| イラン                   | アーバーダーン               | アーバーダーン空港                                       |                                      |
| イラン                   | エスファハーン               | エスファハーン・シャヒード・ベヘシュティー国際空港       |                                      |
| イラン                   | シーラーズ                   | シーラーズ国際空港                                       |                                      |
| イラク                   | バグダード                   | バグダード国際空港                                       |                                      |
| イラク                   | ナジャフ                     | アル・ナジャフ空港                                       |                                      |
| エジプト                 | ルクソール                   | ルクソール国際空港                                       |                                      |
| シリア                   | ダマスカス                   | ダマスカス国際空港                                       |                                      |
| パレスチナ               | 東エルサレム                 | アタロット空港                                           |                                      |
| インド                   | ハイデラバード               | ラジーヴ・ガンディー国際空港                             |                                      |
| インド                   | コルカタ                     | ネータージー・スバース・チャンドラ・ボース国際空港       |                                      |
| パキスタン               | カラチ                       | ジンナー国際空港                                         |                                      |
| パキスタン               | イスラマバード               | ベナジル・ブット国際空港                                 | イスラマバード国際空港への移転のため |
| インドネシア             | ジャカルタ                   | スカルノ・ハッタ国際空港                                 |                                      |
| モロッコ                 | カサブランカ                 | ムハンマド5世国際空港                                    |                                      |
| オランダ                 | アムステルダム               | アムステルダム・スキポール空港                           |                                      |
| ギリシャ                 | アテネ                       | アテネ国際空港                                           |                                      |
| スイス                   | チューリッヒ                 | チューリッヒ空港                                         |                                      |
| スペイン                 | マドリード                   | アドルフォ・スアレス・マドリード＝バラハス空港           |                                      |
| トルコ                   | イスタンブール               | アタテュルク国際空港                                     |                                      |
| ボスニア・ヘルツェゴビナ | サラエヴォ                   | サラエヴォ国際空港                                       |                                      |
| アメリカ合衆国           | シカゴ                       | シカゴ・オヘア国際空港                                   |                                      |
| 韓国                     | 仁川                         | 仁川国際空港                                             |                                      |
| シンガポール             | シンガポール                 | シンガポール・チャンギ国際空港                           |                                      |
| マレーシア               | クアラルンプール             | クアラルンプール国際空港                                 |                                      |

## 機材
ボーイング製航空機の顧客番号（カスタマーコード）は69である。
この他にも、1機のエアバスA319、1機のエアバスA320、2機のエアバスA340-500、1機のボーイング747-8が似た塗装を施しているが、これらは政府専用機としてクウェート政府が所有する。
なお、退役したボーイング747-400Mにおいては、アッパーデッキ（2階席）へは、収納式の階段があった。これは要人専用のフロアであり、主に要人などを載せていたが、主に中長距離国際線でミドルデッキにある客室が商業的に使われる時もまれにあった。なお、ミドルデッキの真ん中に手術台になる場所もあった。

### 現在の保有機材

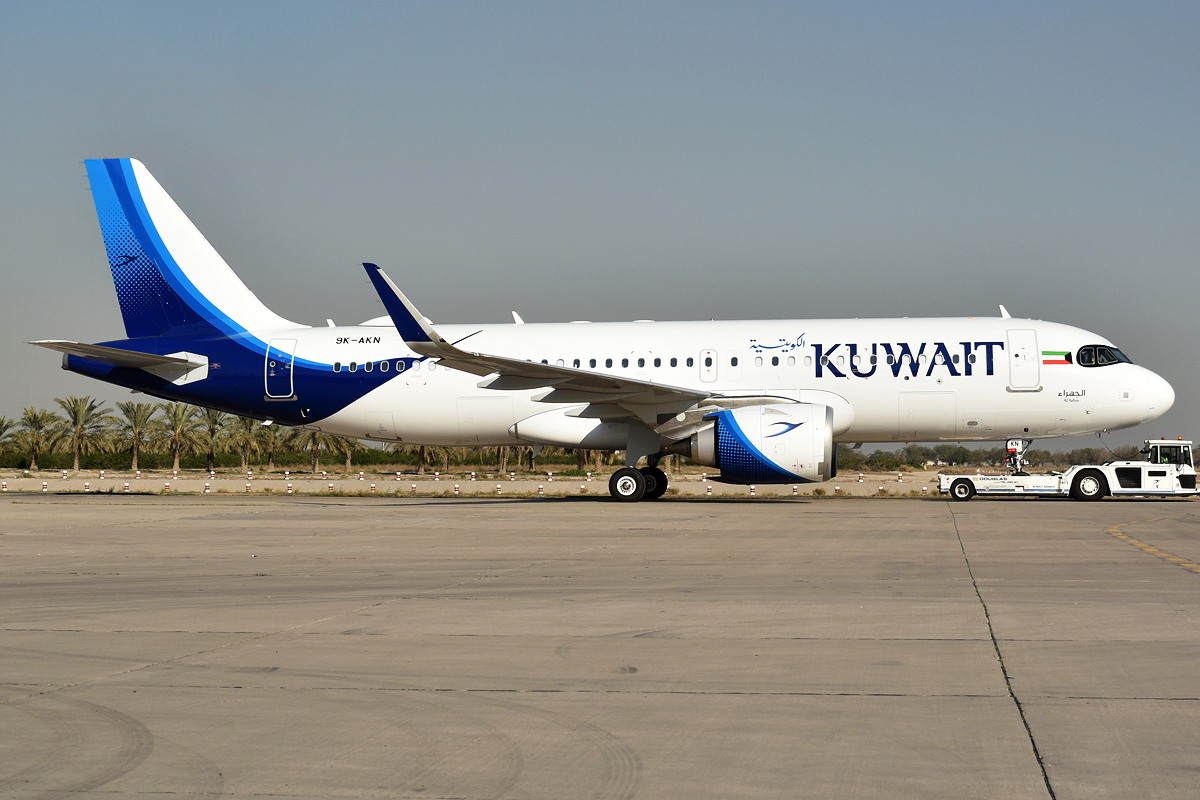
エアバスA320neo
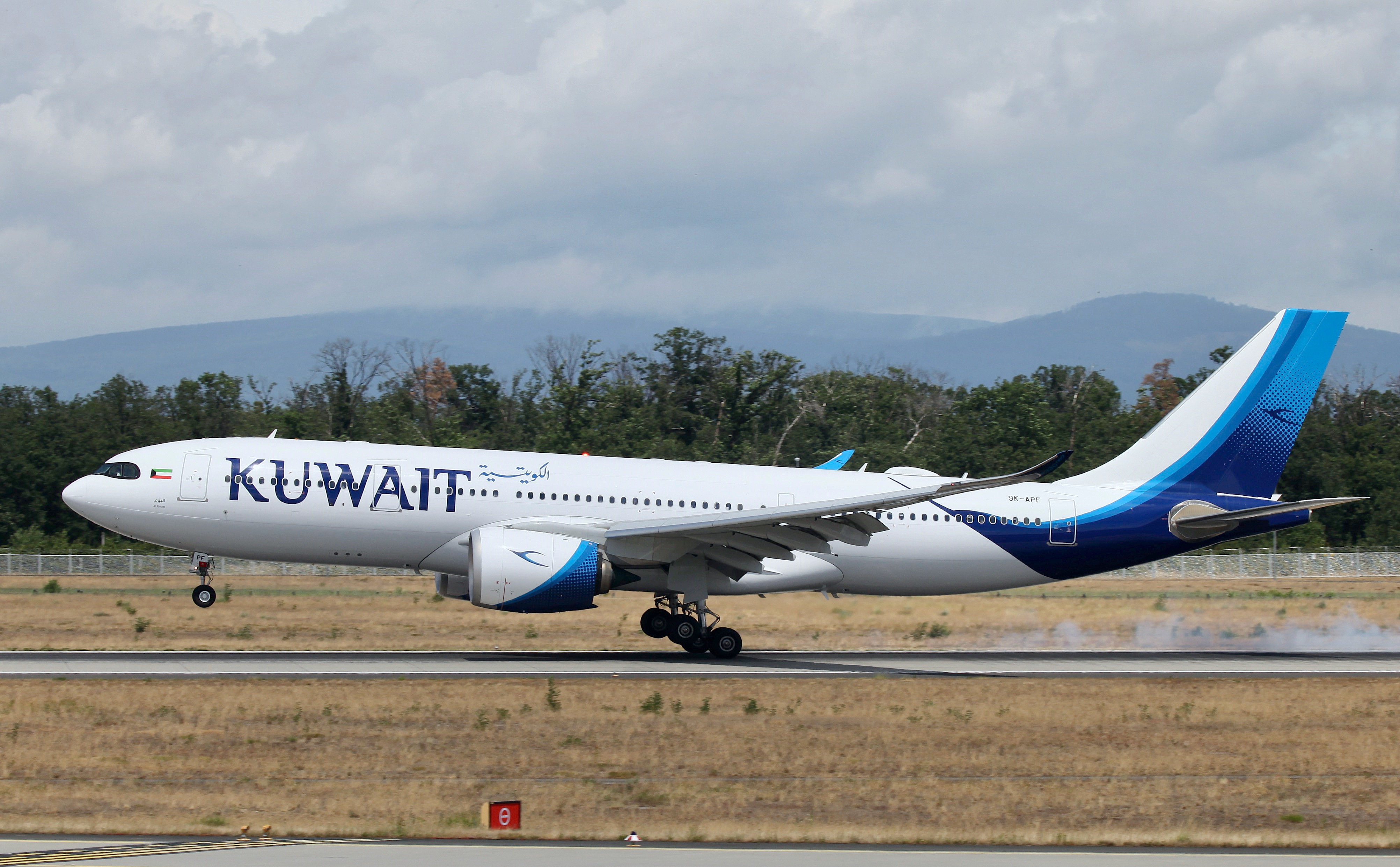
エアバスA330-800
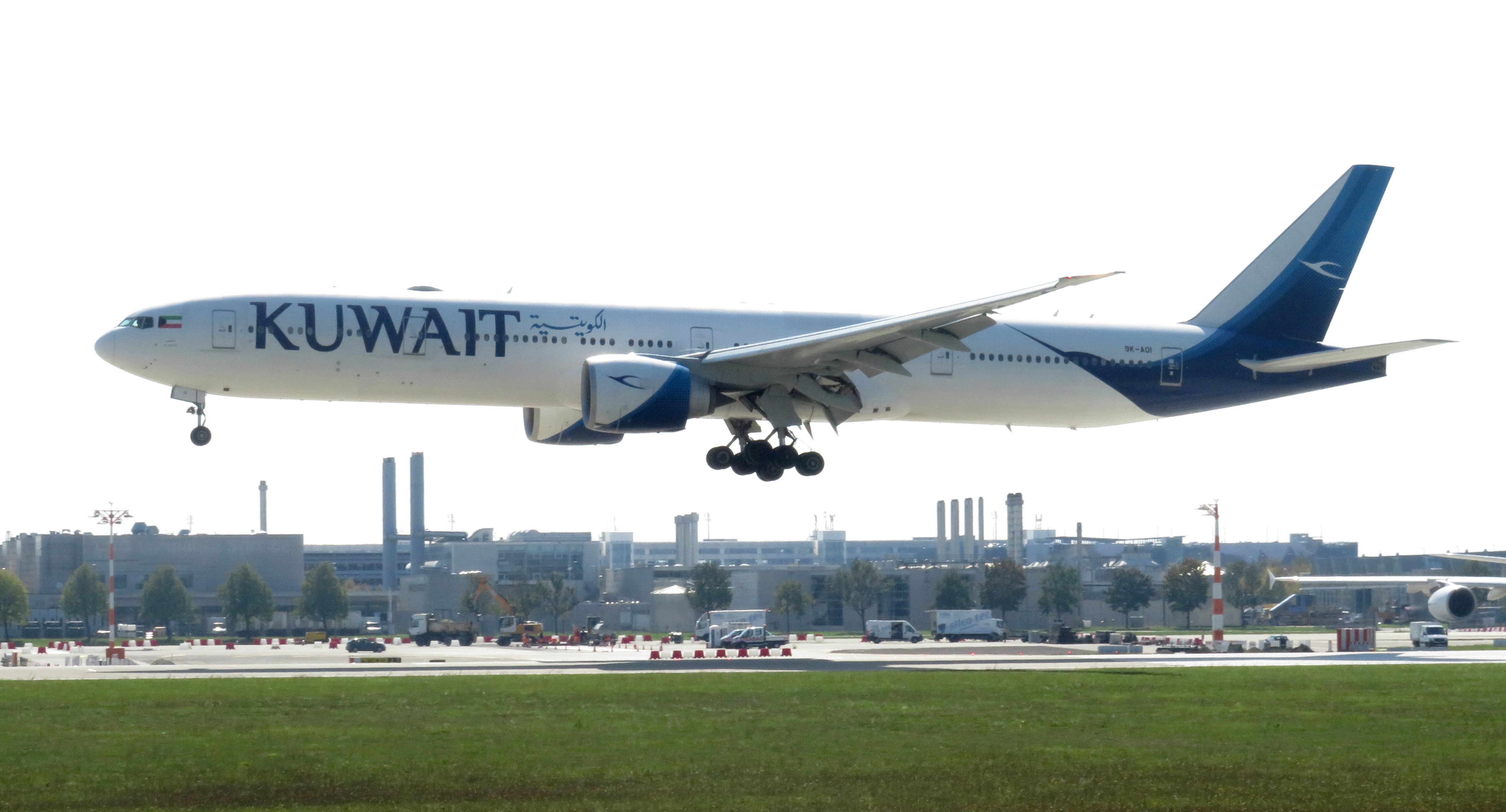
ボーイング777-300ER

| 機材                | 保有数 | 発注数 | 乗客数 | 乗客数 | 乗客数 | 乗客数 | 乗客数 | 備考               |
| 機材                | 保有数 | 発注数 | R      | C      | W      | Y      | 計     | 備考               |
| ------------------- | ------ | ------ | ------ | ------ | ------ | ------ | ------ | ------------------ |
| エアバスA320neo     | 9      | -      | -      | 12     | -      | 122    | 134    |                    |
| エアバスA321neo     | 2      | 4      | -      | 16     | -      | 150    | 166    |                    |
| エアバスA321LR      | -      | 3      | 未定   | 未定   | 未定   | 未定   | 169    |                    |
| エアバスA330-800    | 4      | -      | -      | 32     | -      | 203    | 235    | ローンチカスタマー |
| エアバスA330-900    | 3      | 4      | -      | 32     | 21     | 225    | 291    |                    |
| エアバスA350-900    | -      | 2      | 未定   | 未定   | 未定   | 未定   | 326    |                    |
| ボーイング777-300ER | 10     | -      | 8      | 36     | 54     | 236    | 334    |                    |
| 合計                | 28     | 13     |        |        |        |        |        |                    |

- エアバスA320neo
- エアバスA330-800
- ボーイング777-300ER

### 過去の保有機材
- エアバスA300B4
- エアバスA300B4-600R/C4-600
- エアバスA310-200/300
- エアバスA320-200
- エアバスA330-200
- エアバスA340-300
- ボーイング707-320/320C
- ボーイング727-200
- ボーイング737-200Adv
- ボーイング747-200M
- ボーイング747-400M
- ボーイング767-200ER
- ボーイング777-200ER
- ダグラス C-47 スカイトレイン
- ダグラス DC-6
- ダグラス DC-8-32/62HF
- ハンドレページ ハーミーズ
- ホーカー・シドレー トライデント
- ロッキード L-1011-200 トライスター
- マクドネル・ダグラス DC-10-30
- ビッカース バイカウント

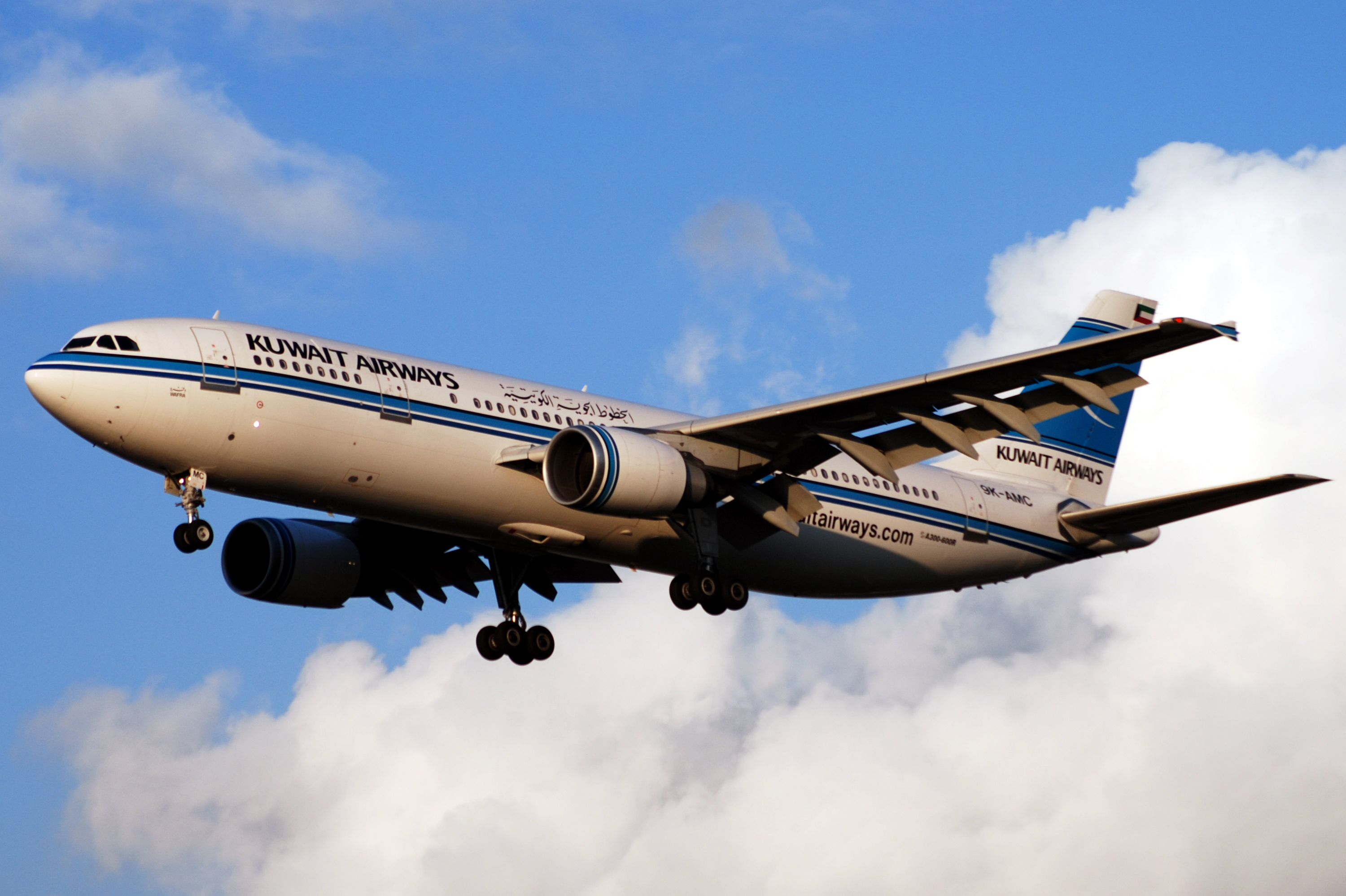
エアバスA300-600R
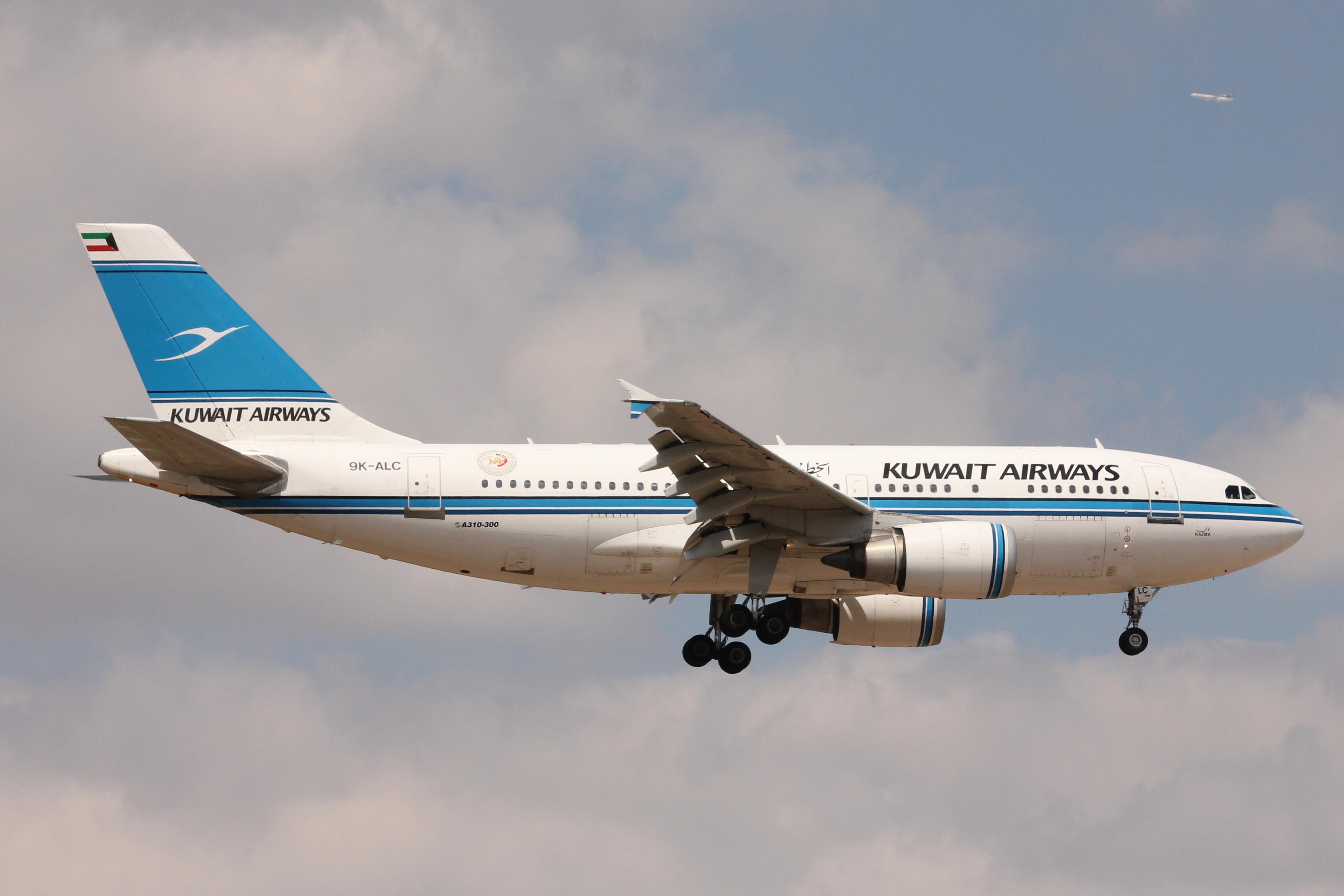
エアバスA310-300
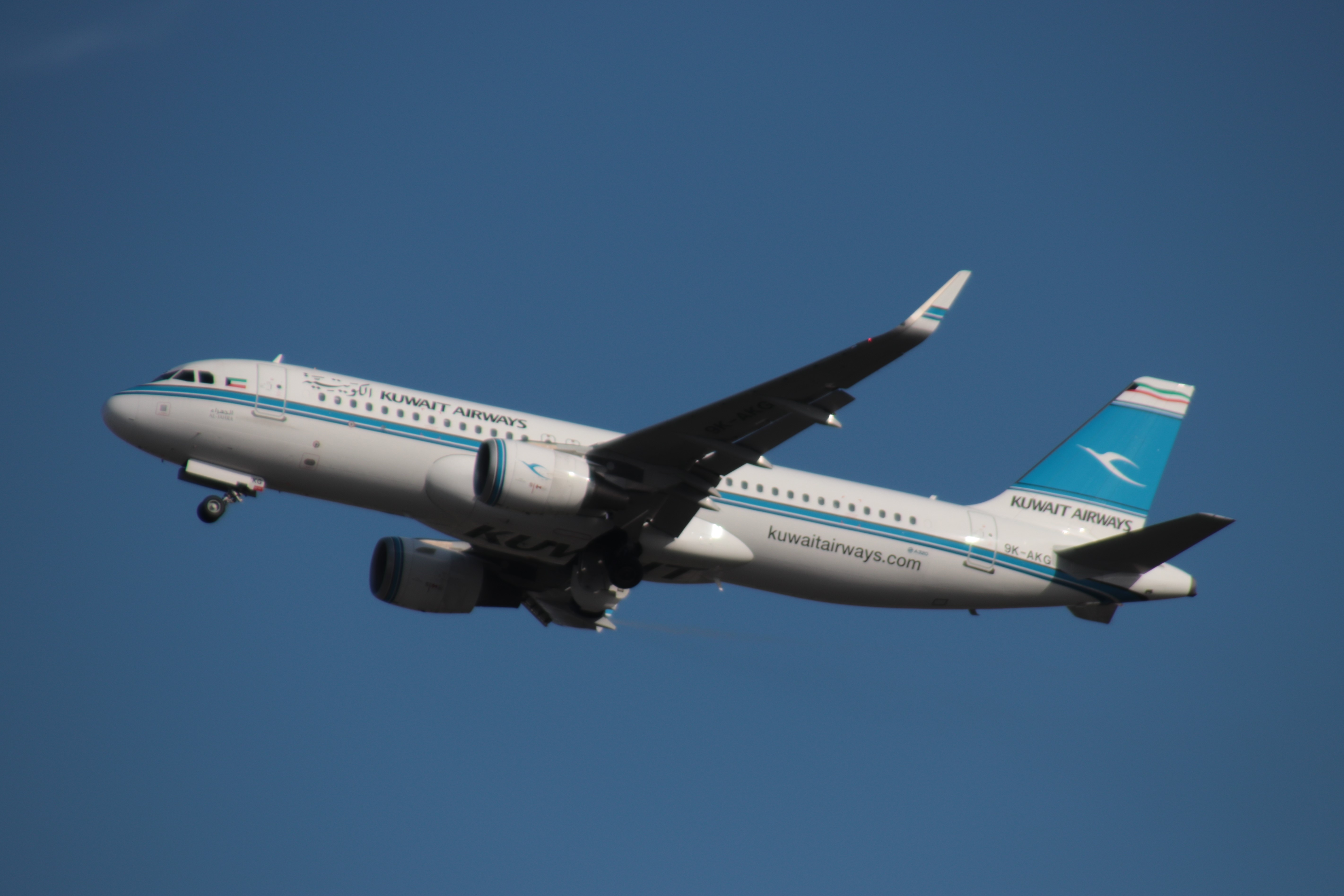
エアバスA320-200
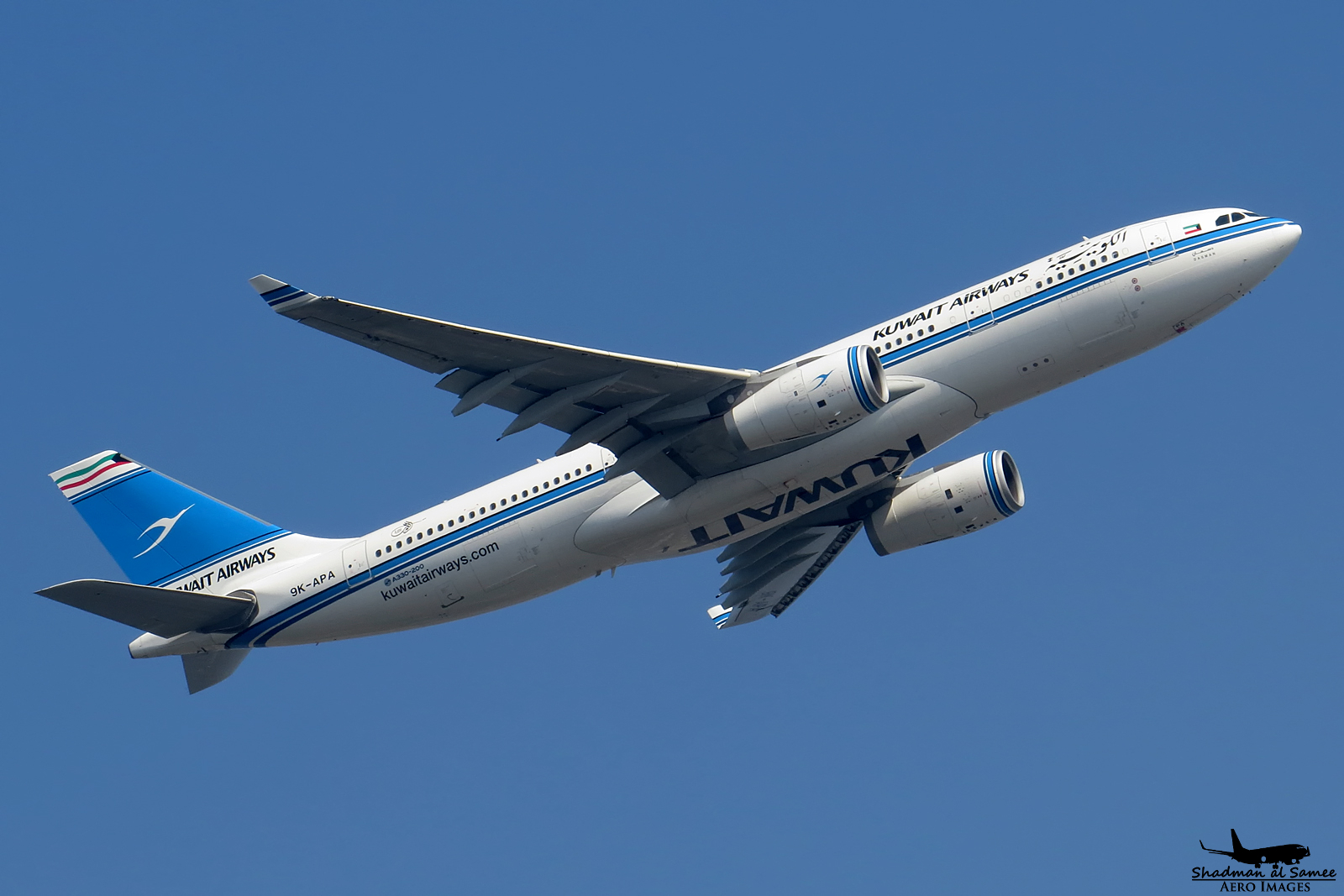
エアバスA330-200
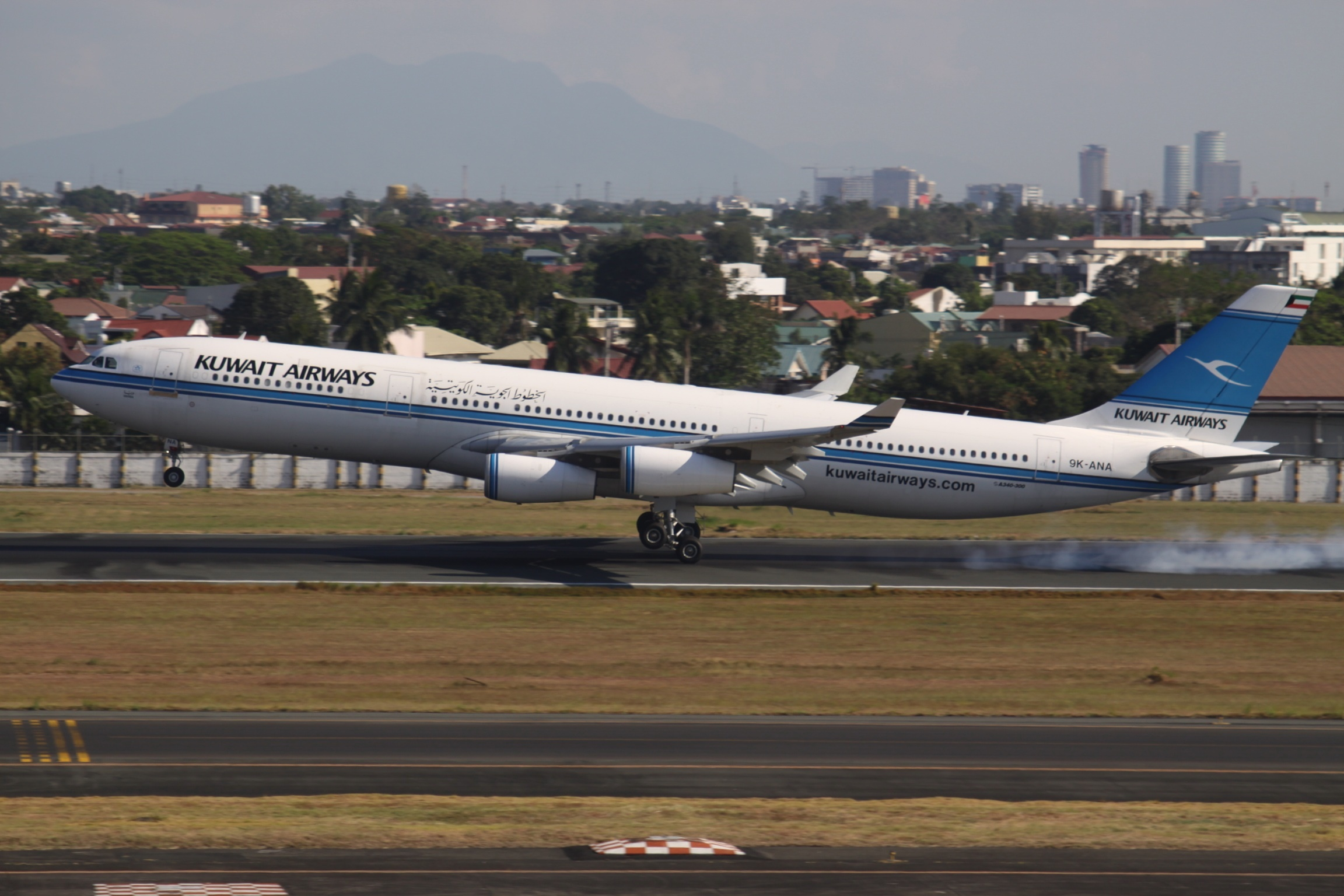
エアバスA340-300
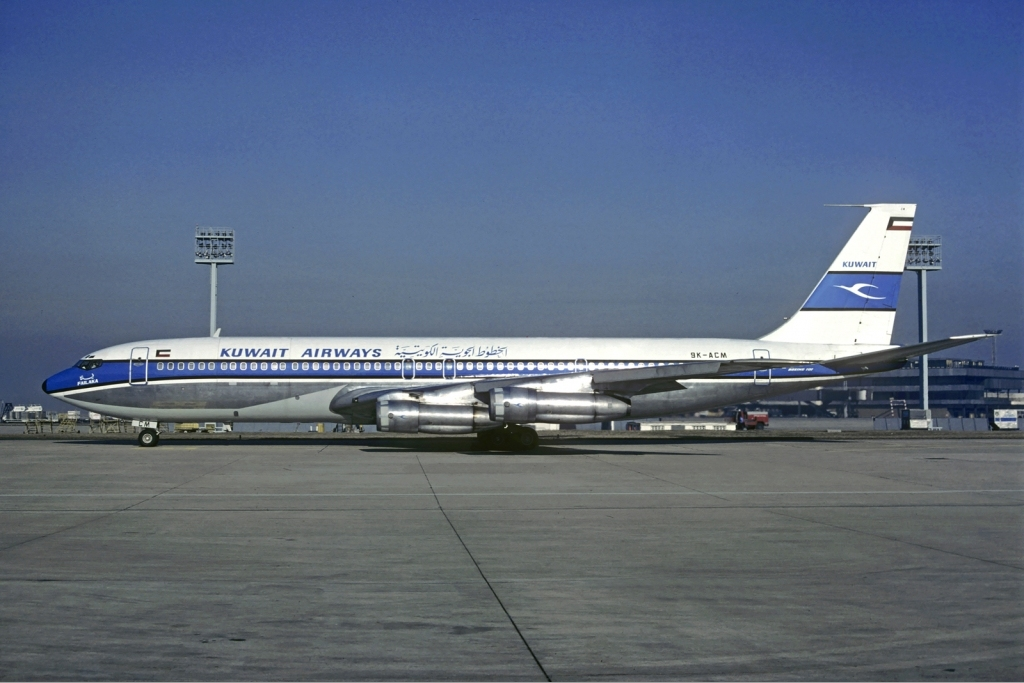
ボーイング707-320C
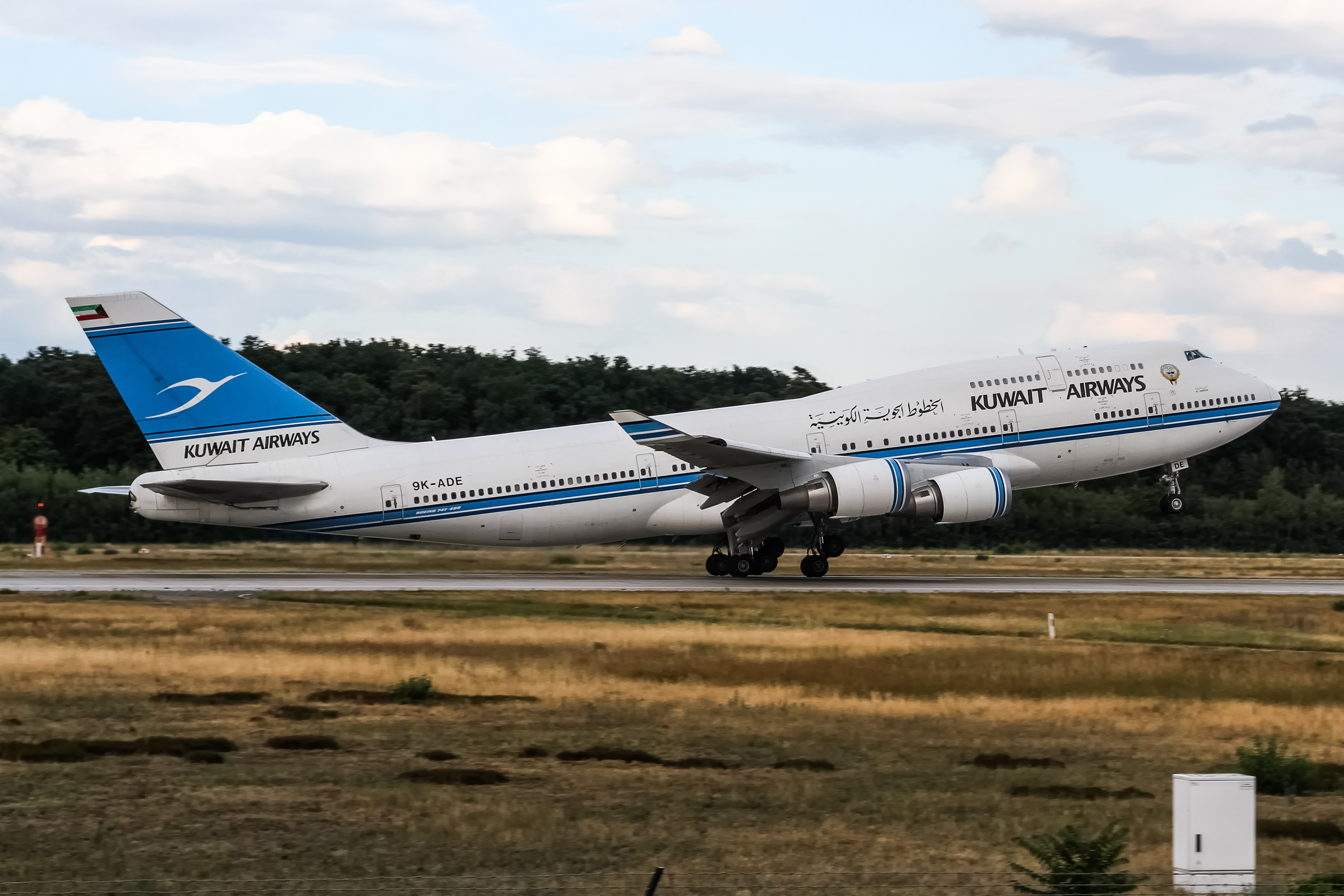
ボーイング747-400M

## 提携航空会社
クウェート航空は以下の航空会社と提携を行っている。

### コードシェアパートナー
- サウディア（スカイチーム）
- ミドル・イースト航空（スカイチーム）
- エア・ヨーロッパ（スカイチーム）
- オマーン・エア（ワンワールド）
- スリランカ航空（ワンワールド）
- ターキッシュ エアラインズ（スターアライアンス）
- エチオピア航空（スターアライアンス）
- エーゲ航空（スターアライアンス）
- タイ国際航空（スターアライアンス）
- エティハド航空
- ITAエアウェイズ

### インターライン・パートナーシップ
- ベトナム航空（スカイチーム）
- エア・ヨーロッパ（スカイチーム）
- ターキッシュ エアラインズ（スターアライアンス）
- ルフトハンザドイツ航空（スターアライアンス）
- エア・インディア（スターアライアンス）
- タイ国際航空（スターアライアンス）
- エジプト航空（スターアライアンス）
- エーゲ航空（スターアライアンス）
- アメリカン航空（ワンワールド）
- マレーシア航空（ワンワールド）
- ITAエアウェイズ
- フィリピン航空
- バンコクエアウェイズ
- ビーマン・バングラデシュ航空

### インターモーダル・レール
- ドイツ鉄道（スターアライアンス、インターモーダルパートナー）

## 事件・事故
- 1966年6月30日、32便ベイルート発クウェート行きが大破。死者なし、負傷者多数。
- 1984年12月3日、221便クウェート発カラチ行きが4人のレバノン人によってハイジャックされた。
- 1988年4月5日、422便バンコク発クウェート行きのボーイング747-269B（機体番号9K-ADB）が16日に渡ってハイジャックされた。乗員乗客112人のうち2人の人質が死亡。犯人は複数のレバノン人であった。
- 1990年8月、イラク軍による航空機（前述）の略奪。